# Коханням за кохання
«Коханням за кохання» (рос. «Любовью за любовь») — радянський музичний художній фільм 1983 року за мотивами п'єси Вільяма Шекспіра «Багато галасу з нічого». 

## Сюжет
Граф Леонато, губернатор Мессіни, урочисто приймає у себе Дона Педро, принца Арагонського. Геро, дочка Леонато, і Клавдіо, наближений принца Арагонського, незабаром збираються одружитися — сам принц клопоче перед Геро за свого друга. Зі свитою принца прибуває молодий падуанець Бенедикт, постійний об'єкт жартів для Беатріче, племінниці Леонато. Обидва: і Бенедикт, і Беатріче урочисто заявляють, що ніколи не вступлять в шлюб. Геро і Клавдіо б'ються об заклад з доном Педро, що влаштують весілля Бенедикта і Беатріче. В цей час Дон Хуан, побічний брат принца, через заздрощі хоче розладнати весілля Клавдіо. Він звинувачує Геро в невірності. В день весілля Клавдіо відмовляється від нареченої. Геро оголошена померлою. Підступи Дона Хуана викрито. Клавдіо переживе запізніле каяття. Леонато ставить перед Клавдіо умову: одружитися з його родичкою, не питаючи, хто вона і не бачачи її обличчя. Клавдіо погоджується, наречена відкидає вуаль — перед ним стоїть воскресла Геро. У фіналі святкуються два весілля: Клавдіо і Геро і Бенедикта і Беатріче.

## У ролях
- Сергій Мартинов —  Дон Педро, принц
- Аристарх Ліванов —  Дон Хуан, його брат
- Георгій Георгіу —  Леонато, батько Геро
- Лариса Удовиченко —  Беатріче
- Анна Ісайкіна —  Геро
- Альгіс Арлаускас —  Клавдіо
- Леонід Ярмольник —  Бенедикт
- Євген Нестеренко —  співак
- Алла Пугачова —  співачка
- Федір Чеханков —  Борачіо
- Андрій Дубовський —  Конрад
- Геннадій Ялович —  Кизил
- Борис Гітін —  Булава
- Валентин Кулик —  Бальтазар
- Наталія Гурзо —  Маргарита, служниця
- Ольга Сіріна —  Урсула
- Володимир Привалов —  батько Франциск
- Андрій Лойко —  Антоній
- Микола Федоров —  блазень
- Лучіана Де-Маркі —  сеньйора Лучіано

## Знімальна група
- Автори сценарію:  Тетяна Березанцева,  Олена Лобачевська, за мотивами п'єси Вільяма Шекспіра «Багато галасу з нічого»
- Режисер-постановник:  Тетяна Березанцева
- Оператори-постановники:
  -  Ігор Гелейн
  -  Володимир Степанов
- Художники-постановники:
  -  Євген Черняєв
  - Володимир Фабриков
- Композитор:  Тихон Хрєнніков
- Тексти пісень:
  -  Павло Антокольський
- Симфонічний оркестр Державного академічного Великого театру СРСР
- Диригент: Олександр Копилов
- Художник по костюмах: Наталя Хреннікова